# Рок и альтернативная музыка в Иране
Иранский рок (перс. راک ایرانی‎) — направление в иранской музыке, которое начало формироваться в 1970-е, его развитию способствовали фестиваль искусств в Ширазе и влияние таких рок-групп как Pink Floyd, Camel и Eloy. Впоследствии участники группы Pink Floyd оказывали моральную поддержку представителям иранского рока. Одним из представителей первой волны иранского рока был Курош Ягмаи.
После исламской революции 1979 на рок-музыку в Иране начались гонения, которые длились до конца 1990-х. Президент Мохаммад Хатами, пришедший к власти в 1997, повёл в отношении современной музыки более либеральную политику, нежели его предшественники, что привело к возникновению многочисленных рок-групп и групп хэви-метал, сформировавшихся в Иране, в отличие от многочисленных эмигрантских иранских поп-групп.
Иранские рок-группы 1990-х создавали тексты на основе произведений старинной персидской литературы и поэзии (например, Хафиза), а музыкальные аранжировки — на основе синтеза западных рок-мелодий и традиционной персидской музыки. Тексты песен иранского рока почти полностью выходят на персидском языке. Некоторые рок-музыканты иранского происхождения как в Иране, так и за пределами Ирана, пишут тексты на английском и немецком языках.
Проведение концертов рок-музыки в Иране находится под жестким контролем властей. Рок-группа, как правило, может получить разрешение на выступление, если их музыка является чисто инструментальной, а тексты — на персидском и утверждены министерством культуры и исламской ориентации. В силу жёсткой политики правительства многие конкурсы и концерты рок-музыки в Иране проходят подпольно или на улицах.
Одно из самых важных событий в развитии рок-музыки Ирана произошло в 2008, когда группа Angband подписала контракт с немецкой компанией Pure Steel Records — одним из крупнейших мировых производителей аудиозаписей. Таким образом, Angband стала первой иранской рок-группой, вышедшей на мировой рынок под европейским брендом. Они выпустили свой дебютный альбом Rising from Apadana в 2008 и второй альбом Visions of the Seeker в октябре 2010.
Фильм иранского режиссёра Бахмана Гобади «No One Knows About Persian Cats», удостоенный специального приза жюри Каннского кинофестиваля в 2009, наглядно показывает проблемы и препятствия, с которыми приходится сталкиваться молодым музыкантам в Иране.

## Наиболее известные иранские рок-группы и метал-группы
- 127 — одна из первых иранских рок-групп, гастролировавших в США[6]. Их музыка представляет собой смесь рока, джаза и иранских мелодий.
- Ага Бахари
- Angband
- Барад — иранская группа фолк-рока.
- Buddahead
- Hypernova — известная нью-йоркская рок-группа, основанная в Тегеране.
- Киоск
- Meera
- The Yellow Dogs Band — подпольная иранская рок-группа.
- Arashk

## Известные иранские рок-музыканты
- Тораби, Кавус — исполнитель-мультиинструменталист.
- Мохсен Намджу — иранский рок-музыкант, синтез элементов традиционной иранской музыки с роком.
- Лалех Пуркарим — шведская певица иранского происхождения.